# Jason Lee
Jason Michael Lee (ur. 25 kwietnia 1970 w Orange) – amerykański aktor, reżyser, scenarzysta filmowy i telewizyjny oraz muzyk i skater.

## Życiorys

### Wczesne lata
Urodził się w Orange w stanie Kalifornia jako syn Carol (z domu Weaver) i Grega Lee. Dorastał wraz ze swoim starszym bratem Jamesem (ur. 1968) w Huntington Beach w Kalifornii.
W wieku trzynastu lat rozpoczął karierę od jazdy na deskorolce. Uczęszczał do szkoły średniej Ocean View High School, której w rezultacie nie ukończył. Jako osiemnastolatek brał udział w specjalistycznych programach. Mając dwadzieścia lat został zawodowym skaterem, reklamował markowe buty i deski. Pod koniec lat 80. został współzałożycielem dwóch firm produkujących deskorolki i ubiory dla deskorolkowców – Stereo Skateboards i Stereo Sounds Clothing. Stał się również miłośnikiem motocykli.

### Kariera
W 1991 roku wystąpił w filmie instruktażowym Spike’a Jonze Video Days oraz wideoklipie Sonic Youth 100% (1992).
Po raz pierwszy trafił na kinowy ekran w dramacie Moje zwariowane życie (Mi Vida Loca, 1993) z udziałem Salmy Hayek. Zwrócił na siebie uwagę w produkcjach Kevina Smitha – Szczury z supermarketu (Mallrats, 1995), W pogoni za Amy (Chasing Amy, 1997), Dogma (1999), Jay i Cichy Bob kontratakują (Jay and Silent Bob Strike Back, 2001) i Dziewczyna z Jersey (Jersey Girl, 2004).
Uznanie zdobył rolą zblazowanego rockmana w biograficznej komedii muzycznej U progu sławy (Almost Famous, 2000) oraz jako najlepszy lojalny przyjaciel głównego bohatera bogatego kobieciarza (Tom Cruise) w dreszczowcu Vanilla Sky (2001), w roli Graya, komedii Wielki podryw (Heartbreakers, 2001) i dramacie Ballada o Jacku i Rose (The Ballad of Jack and Rose, 2005) u boku Daniela Day-Lewisa.
Jednak prawdziwą popularność wśród telewidzów i nominację do dwóch Złotych Globów przyniosła mu dopiero rola zdegenerowanego tytułowego Earla Hickeya, który uważa, że los karze go za zło, które wyrządził w życiu i postanawia to zło naprawić w sitcomie NBC Na imię mi Earl (My Name Is Earl, 2005–2009).
Od 2010 roku wciela się w główną rolę w serialu telewizji TNT Gliniarz z Memphis (Memphis Beat), który był emitowany w TV Puls od września 2011 roku.
Jedną z większych produkcji w której wystąpił była rola Dave’a Seville w filmie Alvin i wiewiórki (2007), Alvin i wiewiórki 2 (2009), Alvin i wiewiórki 3 (2011) oraz Alvin i wiewiórki 4 (2015).

## Życie prywatne
W latach 1992–1993 był związany z Celeste Moreno. W lipcu 1995 ożenił się z aktorką i fotograf Carmen Llywelyn. W lipcu 2001 doszło do rozwodu. Od listopada 2001 do września 2007 był w związku z Beth Riesgraf, z którą ma syna Pilota Inspektora Riesgrafa-Lee (ur. 28 września 2003). Pomysł na nietypowe imię para zaczerpnęła z piosenki „He’s Simple, He’s Dumb, He’s the Pilot” amerykańskiej indierockowej grupy Grandaddy. We wrześniu 2007 na koncercie podczas wakacji w Wielkiej Brytanii poznał modelkę i aktorkę Cerena Alkaç. 1 lipca 2008 para wzięła potajemnie ślub w Kalifornii. Mają trójkę dzieci: dwie córki - Casper (ur. 10 sierpnia 2008) i Albertę „Birdy” (ur. 2017) oraz syna Sonny’ego (ur. 16 czerwca 2012).
Lee do roku 2016 był członkiem Kościoła scientologicznego.

## Filmografia
- 1993: Moje zwariowane życie (Mi Vida Loca) jako nastoletni klient narkotykowy
- 1995: Szczury z supermarketu (Mallrats) jako Brodie Bruce
- 1997: W pogoni za Amy (Chasing Amy) jako Banky Edwards
- 1998: Wróg publiczny jako Daniel Zavitz
- 1999: Dogma jako Azrael
- 2000: U progu sławy (Almost Famous) jako Jeff Bebe
- 2001: Vanilla Sky jako Brian Shelby
- 2001: Jay i Cichy Bob kontratakują jako Brodie Bruce/Banky Edwards
- 2001: Wielki podryw (Heartbreakers) jako Jack Withrowe
- 2002: Kasa albo życie (Stealing Harvard) jako John Plummer
- 2002: Wielkie kłopoty (Big Trouble) jako Puggy
- 2003: Łowca snów (Dreamcatcher) Beaver
- 2003: Męska rzecz (A Guy Thing) jako Paul
- 2004: Iniemamocni (The Incredibles) jako Buddy Pine/Syndrome (głos)
- 2004: Dziewczyna z Jersey (Jersey Girl) jako PR Exec #1
- 2005: Ballada o Jacku i Rose (The Ballad of Jack and Rose) jako Gray
- 2005–2009: Na imię mi Earl (My Name Is Earl) jako Earl Hickey
- 2006: Straszny dom jako Bones (głos)
- 2006: Clerks – Sprzedawcy II jako Lance Dowds
- 2006: Amerykański tata jako oficer Bays (głos)
- 2007: Alvin i wiewiórki jako David "Dave" Seville (głos)
- 2007: Ultrapies jako Shoeshine/Underdog (głos)
- 2009: Alvin i wiewiórki 2 jako David "Dave" Seville (głos)
- 2010: Fujary na tropie jako Roy
- 2010–2011: Gliniarz z Memphis (Memphis Beat) jako Dwight Hendricks
- 2010–2013: Dorastająca nadzieja jako Smokey Floyd
- 2011: Alvin i wiewiórki 3 jako Dave Seville (głos)
- 2011: Do białego rana jako Kevin
- 2012: Columbus Circle jako Charles Stratford
- 2013: Męska robota jako Donnie
- 2015: Alvin i wiewiórki: Wielka wyprawa jako David "Dave" Seville (głos)
- 2015-: Między nami, misiami jako Charlie (głos)